# もりとみ舞
もりとみ舞（もりとみ まい、7月22日 - ）は日本の俳優、タレント。以前は山口敏太郎タートルカンパニーに所属していた。

## 主な出演

### テレビドラマ
- ドラマ10「お母さん、娘をやめていいですか?」第2話（NHK）
- スペシャルドラマ「後妻業の女」（GYAO!）

### 映画
- 「夕暮れの帰り道」（脚本・監督：井坂聡） - 口裂け女 役
- 「サイキッカーZ」（脚本・監督：木場明義）

### テレビ
- 「オードリーさん、ぜひ会って欲しい人がいるんです!」（中京テレビ）
- 「中沢健探検隊～怪蛇つちのこ!岐阜県東白川村に伝説のUMAは実在した!～」（ファミリー劇場）
- 「ビートたけしの超常現象(秘)Xファイル」（テレビ朝日）
- 「1個だけイエロー」（メ〜テレ）
- 「マツコの知らない世界」（TBS）

### ラジオ
- 「ゆうがたわっち」（FM WATCH）月曜日パーソナリティ
- 「わっちアフタヌーンアワー」（FM WATCH）金曜パーソナリティ

### 舞台
- 「舞台版 初恋芸人」（原作：中沢健） - 市川理沙 役
- 「中年」（脚本：中沢健） - 正村梓 役